# René-François Jarry-Desloges
Pour les articles homonymes, voir Jarry-Desloges.
René-François Jarry-Desloges, né à Champéon le 17 mai 1737 et mort à Mayenne le 21 janvier 1814, militaire et homme politique français. Il était pour l'abbé Angot beau parleur, surnommé Langue dorée.

## Biographie
Il est le fils de René Jarry-Desloges et de Françoise de Lonlay. Militaire, il effectue la campagne d'Allemagne en 1757. Après avoir été préposé au recrutement à Tours, il est exempt et sous-lieutenant de la maréchaussée à Mayenne (1769-1789). Franc-maçon, il est maître de la loge La Nouvelle Réunion d'Ernée où il avait été initié le 8 mai 1780.
Il est lieutenant dans la même arme à Caen (mai, juin 1789). Il revient à Mayenne, chevalier de l'ordre de Saint-Louis et capitaine de gendarmerie en 1791.
Le 26 février 1792, les ouvriers qui travaillent au chemin d'Ambrières veulent être payés double. Il y a une émeute. Jarry-Desloges propose de la réprimer et la fureur se tourne contre lui.
Emprisonné, il parvient à s'échapper : il est signalé le 22 avril comme ayant quitté son poste. On le trouve depuis à Paris, à Rueil-Malmaison, en relation avec Jacques-François Bissy et François Grosse-Durocher, à Caen pour affaires personnelles en novembre 1792. 
Il rentre en fonctions à Villaines-la-Juhel. René-Pierre Enjubault de la Roche lui fait préférer Jean-Baptiste-François Enjubault-Bouessay, son oncle, pour commander le détachement envoyé en Vendée.
De nouvelles difficultés le font transférer à Lassay. Le ministre l'envoie ensuite à Mayenne (13 septembre 1793). La population ameutée par les Jacobins, Jean-Baptiste Volcler en tête, le reçoit les armes à la main. 
De Vilaines, où il se replie, il est obligé de fuir et de se cacher de grange en grange pendant sept mois. Après la Terreur, il est élu aux Élections législatives de 1797, le 1er avril 1797, membre du conseil des Anciens. Son élection est annulée par la suite après le Coup d'État du 18 fructidor an V.
Il est membre de la loge maçonnique La Belle Amitié de Mayenne à sa formation, puis premier surveillant lors de son réveil en 1810. En l'an XI, il demeure toujours à Vilaines.

## Source partielle
- « René-François Jarry-Desloges », dans Alphonse-Victor Angot et Ferdinand Gaugain, Dictionnaire historique, topographique et biographique de la Mayenne, Laval, A. Goupil, 1900-1910 [détail des éditions] (BNF 34106789, présentation en ligne)